# Million Dollar Legs (1939)
Million Dollar Legs is een Amerikaanse komische film uit 1939 met in de hoofdrollen Betty Grable, Jackie Coogan, John Hartley en Donald O'Connor.
De film heeft geen verband met de gelijknamige W.C. Fields-film uit 1932, getiteld Million Dollar Legs.

## Verhaallijn
Freddie Frye, de charmante voorzitter van de studentenraad van Middleton College, doet zijn best om indruk te maken op zijn ex-vriendin Susie, in de hoop dat zij weer iets met hem wil beginnen. Het college wordt echter sterk beïnvloed door rijke donateurs, die alleen traditionele sporten toestaan. Desondanks probeert Freddie een roeiteam op te zetten en komt hierdoor in conflict met de schoolleiding. Het team moet uiteindelijk tegen State University aantreden in een beslissende wedstrijd.

## Rolverdeling
- Betty Grable als Carol Parker
- John Hartley als Greg Melton Jr.
- Buster Crabbe als Coach Jordan (als Larry Crabbe)
- Donald O'Connor als Sticky Boone
- Jackie Coogan als Russ Simpson
- Dorothea Kent als Susie Quinn
- Joyce Mathews als Bunny Maxwell
- Peter Lind Hayes als Freddie 'Ten-Percent' Fry (als Peter Hayes)
- Richard Denning als Hunk Jordan
- Phil Warren als Buck Hogan
- Edward Arnold jr. als Blimp Garrett
- Thurston Hall als Gregory Melton Sr.
- Roy Gordon als Dean Wixby
- Matty Kemp als Ed Riggs
- William Tracy als Egghead Jackson
- William Holden als Afgestudeerde die 'Dank u' zegt (onvermeld)

## Productie
Betty Grable en Jackie Coogan waren destijds getrouwd en hadden een jaar eerder samen een bijrol gespeeld in de musicalkomedie College Swing met George Burns, Gracie Allen, Martha Raye en Bob Hope. 
Kort na deze film verzekerde 20th Century Fox Grable's benen voor 1 miljoen dollar.